# Butter Project
O Projeto Butter ou simplesmente Butter é um conjunto de aplicativos móveis e de desktop de código aberto que permitem streaming de vídeo através do protocolo BitTorrent .  O projeto foi publicado pela primeira vez em 23 de outubro de 2015.  O objetivo é criar uma base completamente legal que outros aplicativos possam usar para fornecer a funcionalidade de streaming. 
O Projeto Butter foi criado como uma divisão do Popcorn Time quando este enfrentou dificuldades legais - com o Projeto Butter visando manter o desenvolvimento de apenas partes expressamente legais e permitidas do código-base, relacionadas ao streaming de vídeo. Os desenvolvedores afirmaram que o Butter Project não usará nenhuma infraestrutura popcorntime.io.  O Projeto Butter não visa permitir a violação de direitos autorais, mas visa construir as bases para a transmissão de vídeo através do BitTorrent.  Por ter uma parte legal que permanece no GitHub, os criadores esperam que eles possam envolver mais desenvolvedores. 
Por padrão, o Butter pode reproduzir conteúdo do VODO, que carrega vídeos gratuitos, mas também pode ser configurado para permitir fontes personalizadas de vídeo. 